# Siglo XII a. C.
El siglo XII antes de nuestra era comenzó el 1 de enero del año 1200 a. C. y terminó el 31 de diciembre de 1101 a. C.

## Acontecimientos
- 1200 a. C.: En el centro de Guatemala, inicia la ocupación de la ciudad de las tierras altas mayas Kaminaljuyu.
- 1197 a. C.: en China comienza el primer periodo (que terminará en el 982 a. C.) del concepto de Sau Yung acerca del I ching y la historia.
- 1194 a. C.: en las costas de la actual Turquía, habría comenzado la legendaria Guerra de Troya (según la mitología griega).
- 1192 a. C.: en China fallece el emperador Wu Ding de la dinastía Shang.
- 1186 a. C.: en Egipto finaliza la Dinastía XIX y comienza la Dinastía XX.
- 1184 a. C.: supuesto inicio del reinado del faraón egipcio Ramsés III, que duró 31 años.
- 1184 a. C. (24 de abril): según cálculos de Eratóstenes, fecha tradicional del final de la Guerra de Troya (los aqueos y sus aliados toman la ciudad de Troya).
- 1181 a. C.: Menesteo —legendario rey de Atenas y veterano de la Guerra de Troya— muere después de un reinado de 23 años; le sucede su sobrino Demofonte, hijo de Teseo. Según otros falleció diez años antes en la Guerra de Troya.
- 1180 a. C.: el pueblo hebreo cruza el Río Jordán y llega a Canaán.
- 1180 a. C.: los elamitas derrotan al último rey casita, Anllil-Nadin-Akhe.
- 1180 a. C.: en Anatolia (actual Turquía), los Pueblos del Mar destruyen la ciudad de Hattusa, capital de los hititas. Finaliza el Imperio hitita.
- 16 de abril de 1178 a. C.: un eclipse solar podría marcar el retorno de Odiseo ―el legendario rey de la isla de Ítaca―, a su reino, el cual tras 20 años fuera al fin pudo retornar a su hogar; ese día mata a los pretendientes de su supuesta viuda Penélope.
- 1177 a. C.: Ramsés III derrota de forma pírrica a los Pueblos del Mar.[1]
- 1159 a. C.: en Islandia, la erupción del volcán Hekla 3 desata un periodo de empeoramiento climático de 18 años en toda Europa.
- 1155 a. C.: Elam conquista a los casitas.
- 1150 a. C.: en la actual México se crea el centro olmeca de San Lorenzo, el inicio del florecimiento de la cultura olmeca.
- 1154 a. C.: en Esparta muere el rey Menelao.
- 1154 a. C.: la exiliada reina Helena de Esparta se suicida en la isla de Rodas.
- 1150 a. C.: termina la invasión egipcia de Canaán. Ramsés VI es el último faraón citado.
- 1147 a. C.: Demofonte —legendario 12.º rey de Atenas y veterano de la Guerra de Troya— muere después de un larguísimo reinado de 33 años; le sucede su hijo Oxintes.
- 1146 a. C.: Nabucodonosor I se vuelve rey de Babilonia.
- 1145 a. C.: en Egipto muere de viruela el faraón Ramsés V.[2]
- 1137 a. C.: Ramsés VII comienza su reinado como rey de la Dinastía XX.
- 1135 a. C.: Oxintes —legendario 13.º rey de Atenas— muere después de 12 años; le sucede su hijo mayor Afeidas.
- 1134 a. C.: Afeidas —legendario 14.º rey de Atenas— es asesinado; le sucede su hermano menor Timetes.
- Años 1120 a. C.: Ramsés VIII, séptimo faraón de la XX Dinastía de Egipto.
- 1126 a. C.: Timetes, legendario 15.º rey de Atenas, muere sin hijos después de un reinado de 8 años. Le sucede su heredero designado, Melanto de Pilos, descendiente de quinta generación de Neleo, quien le había asistido en la batalla contra los beocios.
- 1122 a. C.: según la leyenda, se funda la ciudad de Pionyang.
- 1122 a. C.: en China comienza la dinastía Zhou; llegará hasta el año 249 a. C.
- Años 1120 a. C.: Ramsés IX, octavo faraón de la XX Dinastía de Egipto.
- 1120 a. C.: destrucción de la localidad de Troya VIIb1
- 1120 a. C.: En la región de Malambo (Atlántico, Colombia) se desarrollan primeros asentamientos.
- 1116 a. C.: en China fallece Wu Zhou, rey de la dinastía Zhou (1122-256 a. C.).
- 1115 a. C.: en China, Zhou Cheng Wang se convierte en rey de la dinastía Zhou (1122-256 a. C.).
- 1115 a. C.: Tiglatpileser I se convierte en rey de Asiria.
- 1110 a. C.: las ciudades fenicias se rebelan del Egipto antiguo y crean un nuevo estado llamado también Fenicia.
- 1104 a. C.: Fecha tradicional[3] en la que fenicios provenientes de Tiro fundan Gádir, primitivo nombre fenicio de la actual Cádiz.
- 1100 a. C.: Tiglatpileser I conquista a los hititas.
- 1100 a. C.: en el Mar Egeo, los dorios invaden Rodas.
- 1100 a. C.: en el norte de Italia comienza a desarrollarse la cultura de Villanova.
- 1100 a. C.: en Micenas (Grecia) termina el periodo de historia denominado micénico. Comienza la  Edad Oscura de la Antigua Grecia.
- Años 1100 a. C.: Llegan los dorios a la isla de Rodas.
- 1100 a. C.: termina el Imperio Nuevo de Egipto.
- 1100 a. C.: los fenicios desarrollan su alfabeto.
- Invasores elamitas roban tesoros artísticos de Irak y los llevan a Susa.
- 1200 a. C.: en la costa del pacífico de Sudamérica del antiguo Perú se comienza a desarrollarse la cultura chavin

## Personas relevantes
- 1202-1199: Amenmeses, faraón egipcio, de la dinastía XIX.
- 1180-1153 a. C.: Ramsés III, faraón egipcio.
- Suppiluliuma II, último rey de los hititas.
- Años 1160 a. C.: Shutruk-Nahhunte, rey elamita.
- Años 1100 a. C.: Ramsés X, aristócrata egipcio, noveno faraón de la Dinastía XX de Egipto.